# Оруне
Оруне (итал. Orune) — коммуна в Италии, расположена в области Сардиния, подчиняется административному центру Нуоро.
Население коммуны, на 01.01.2024 года, составляет 2105 человек, плотность населения ─ 16,44 чел./км². Коммуна занимает площадь 128,07 км². 
Почтовый индекс — 08020. Телефонный код — 0784.
Покровителем коммуны почитается священномученик Власий Севастийский, день памяти отмечается 3 февраля.